# Triumph Stag
Triumph Stag är en personbil, tillverkad av den brittiska biltillverkaren Triumph mellan 1970 och 1977.

## Bakgrund
Triumph Stag började som en designövning, utförd av Giovanni Michelotti på eget bevåg. Bilen var en cabriolet, baserad på Triumphs 2000-modell. Michelotti visade bilen för Triumphs chef Harry Webster 1966 och denne gav grönt ljus för att börja tillverka bilen. Triumphs marknadsavdelning räknade entusiastiskt med att kunna sälja 10 000 bilar årligen.
Triumphs ägare, lastbilstillverkaren Leyland Motors, var vid den här tiden upptagen av att köpa upp återstoden av brittisk bilindustri och Stag-projektet kom att hamna i skuggan av andra, mer angelägna frågor. Konstruktionsfasen för Stag kom därför att präglas av ständiga förseningar och resursbrister.

## Motor
Bilen skulle enligt de första planerna lanseras med den sexcylindriga motorn från TR5. Men Triumph arbetade även med en V8-motor baserad på märkets nya ohc-motor, samma radfyra som SAAB köpte till tidiga 99:or. V8:an består i princip av två fyrcylindriga motorblock placerade på ett gemensamt vevhus. Motorn användes inte till några andra modeller än Stag.
Efter alla förseningar i Stag-projektet skrotades planerna på en sexcylindrig version och alla Stag såldes med V8-motor. Tyvärr visade sig motorn dras med allehanda tillförlitlighetsproblem och ägaren British Leyland saknade resurser att åtgärda dessa, särskilt med tanke på den begränsade produktionen. Många ägare tröttnade och har bytt ut Triumphmotorn mot mer pålitliga Rover V8- eller chevrolet V8- eller Ford V6-motorer.

## Produktion

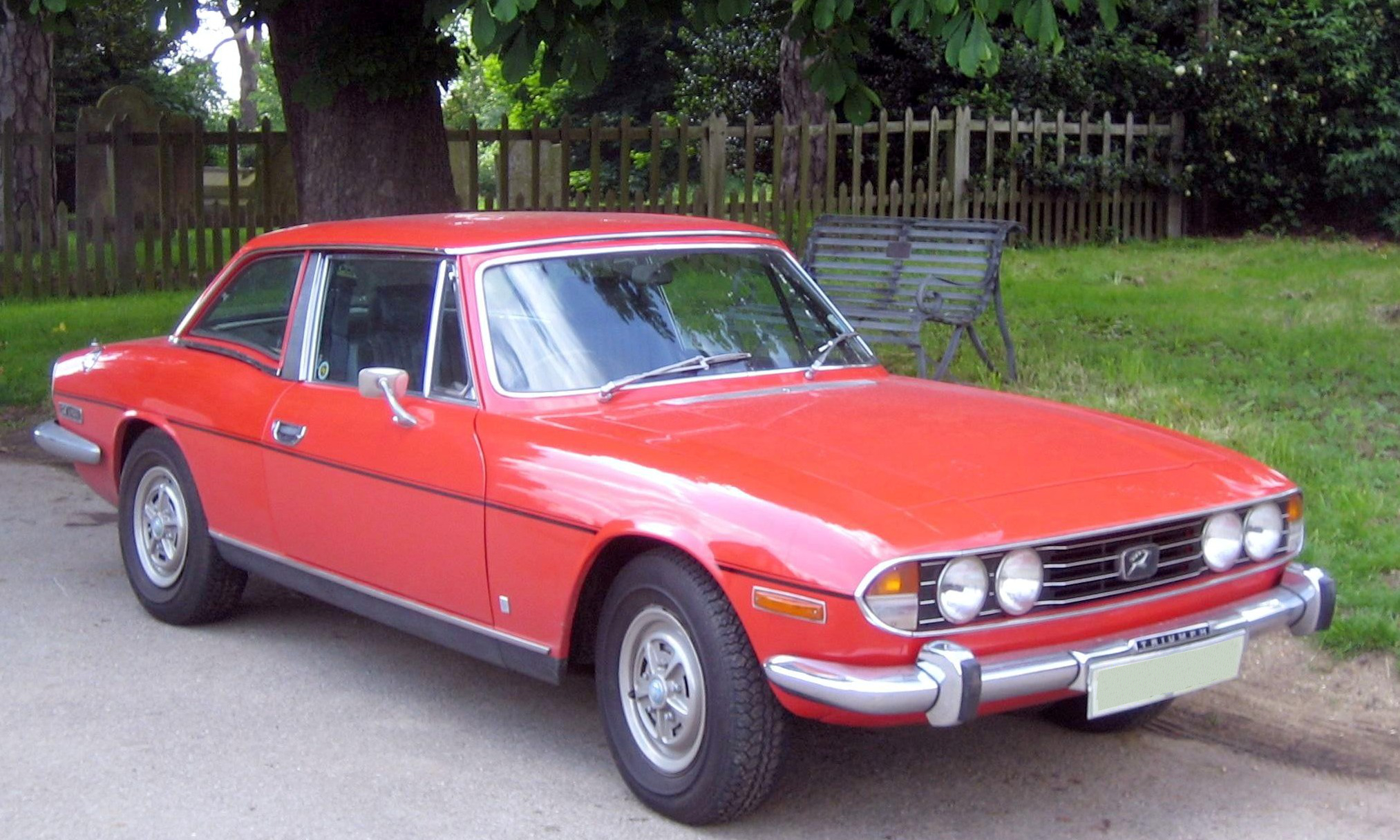

Bilen presenterades till slut för publiken i juni 1970. Den såg då ganska annorlunda ut, jämfört med Michelottis första prototyp. Största förändringen bestod av en rejäl störtbåge tvärs över passagerarutrymmet. Denna hade tillkommit som ett svar på den skärpta säkerhetslagstiftning som införts i USA i slutet av 1960-talet. Motorn led dessutom svårt av de amerikanska avgasreningskraven och modellen blev ett misslyckande på den marknad som Triumph räknat skulle svälja huvuddelen av produktionen. 
Rykten om motorns kvalitetsproblem och den allmänna lågkonjunkturen i samband med oljekrisen 1973 gjorde sitt till för att hålla produktionssiffrorna nere. När modellen lades ned 1977 hade man tillverkat 25 877 bilar.

## Övrigt
Sean Connery kör en Stag i James Bond-filmen Diamantfeber från 1971.